# 戈尔沃
戈尔沃（法語：Gorrevod，法語發音：[ɡɔʁvo]）是法国东部安省的一个市镇，属于布雷斯地区布尔格区。

## 地理
戈尔沃（46°24'57"N, 4°56'28"E）面积6.88 平方千米，位于法国奥弗涅-罗讷-阿尔卑斯大区安省，该省份为法国东部省份，北起汝拉省，西北接索恩-卢瓦尔省，西接罗讷省和里昂大都会，南至伊泽尔省，东与萨瓦省、上萨瓦省和瑞士接壤。
与戈尔沃接壤的市镇（或旧市镇、城区）包括：博兹、舍夫鲁、蓬德沃、雷苏兹、圣贝尼涅、雷苏兹河畔圣艾蒂安。

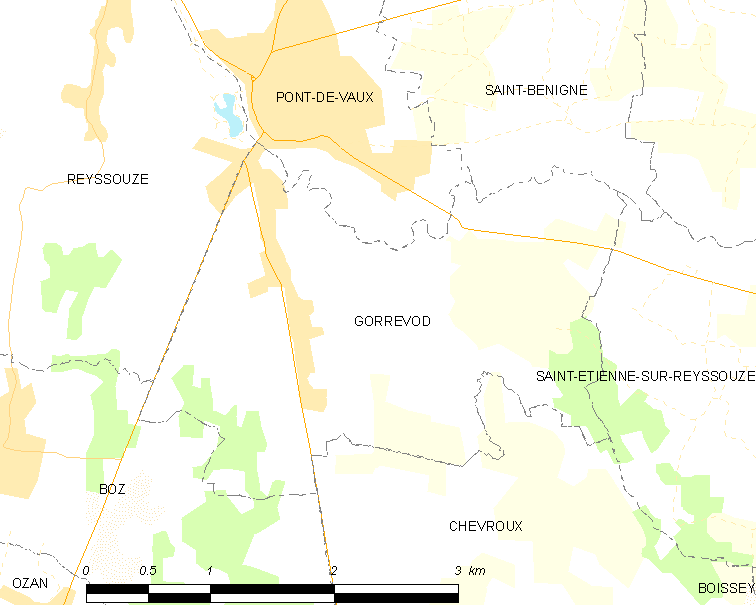
戈尔沃的OSM定位图

戈尔沃的时区为UTC+01:00、UTC+02:00（夏令时）。

## 行政
戈尔沃的邮政编码为01190，INSEE市镇编码为01175。

## 政治
戈尔沃所属的省级选区为勒普隆日县。

## 人口

1962-2008年间戈尔沃人口变化图示

戈尔沃于2022年1月1日时的人口数量为782人。